# Fontrieu
Fontrieu ist eine französische Gemeinde mit 954 Einwohnern (Stand: 1. Januar 2022) im Département Tarn in der Region Okzitanien (bis 2015: Midi-Pyrénées). Sie gehört zum Arrondissement Castres und zum Kanton Les Hautes Terres d’Oc. Sie entstand als Commune nouvelle mit Wirkung vom 1. Januar 2016 durch die Zusammenlegung der bisherigen Gemeinden Castelnau-de-Brassac, Ferrières und Le Margnès. 

## Gliederung
| Ortsteil                                 | ehemaliger INSEE-Code | Fläche (km²) | Einwohnerzahl (2018) |
| ---------------------------------------- | --------------------- | ------------ | -------------------- |
| Castelnau-de-Brassac (Verwaltungssitz)00 | 81062                 | 72,88        | 733                  |
| Ferrières                                | 81091                 | 11,85        | 157                  |
| Le Margnès                               | 81153                 | 17,89        | 050                  |

## Lage
Das im Zentralmassiv gelegene Gemeindegebiet umfasst die Ortsteile Castelnau-de-Brassac, Ferrières, Le Margnès, Biot, Oulès, Cugnasse, Sablayrolles, Soulègre, Cambous, Bessès, Le Teil, Gout, Planquettes, Jaladieu, Cadoul, Fontbonne, Cazalits, La Métairie Haute, La Fedial, Pessol, Arcanic, Le Bruassou und Entrevergnes. Nachbargemeinden sind 
- Vabre im Nordwesten,
- Lacaze, Espérausses im Norden, Berlats und Gijounet im Norden,
- Lacaune im Nordosten,
- Lamontélarié im Südosten,
- Anglès und Brassac im Süden,
- Le Bez im Südwesten und Lacrouzette im Westen.

## Sehenswürdigkeiten
- Schloss und ehemaliges Fort in Castelnau-de-Brassac aus dem 12. Jahrhundert, erneuert bis ins 16. Jahrhundert

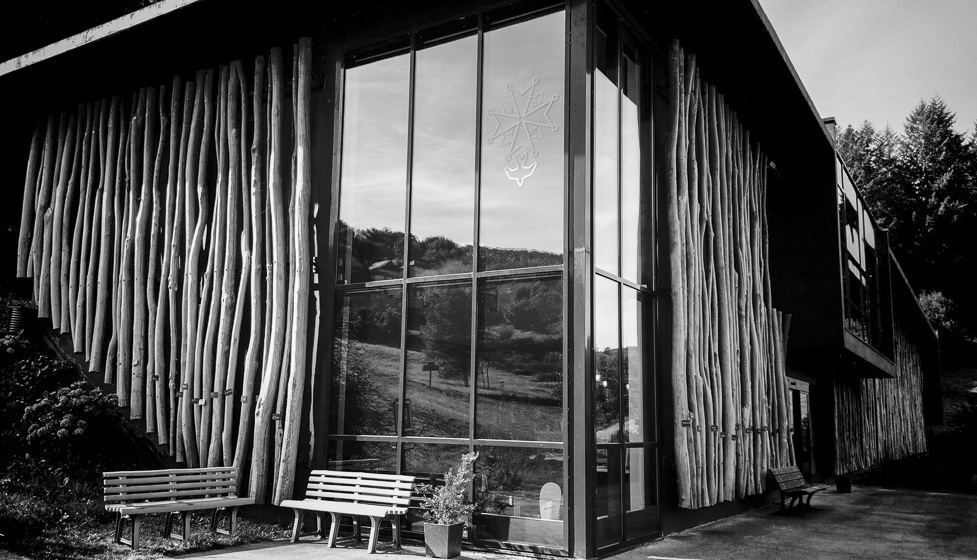
Museum in Ferrières